# Sirius B
Sirius B е името на поредния албум на шведската метъл група Therion. Излиза през 2004 г. заедно с Lemuria.

## Гост-музиканти
- Адам Клеменс – диригент на оркестъра
- Марио Клеменс – диригент на оркестъра и хора
- оркестър и хор на Филхармонията на Прага

### оперни певци
- Анна-Мария Краве – сопран
- Яна Бинова Куцка – сопран
- Улрика Скарби – алт
- Томаш Черни – тенор
- Яромир Белор – бас
- Михаел Шмидбергер – бас

### класически музиканти
- Ютка Томшичкова – обой
- Петра Чермакова – хорна

### други
- Ричърд Евенсаънд – барабани и гонг
- Стен расмусен – орган
- Ларс Сомод Йерсен – църковен орган
- Матс Левен – вокали
- Пьотр Ваврзенюк – вокали

## Песни
- 1. The Blood of Kingu
- 2. Son of the Sun
- 3. The Khlysti Evangelist
- 4. Dark Venus Persephone
- 5. Kali Yuga Part 1
- 6. Kali Yuga Part 2
- 7. The Wonderous World of Punt
- 8. Melek Taus
- 9. Call of Dagon
- 10. Sirius B
- 11. Voyage of Gurdjieff (The Fourth Way)